# Shahe, Dianjiang
Shahe (kinesiska: 沙河) är en socken i sydvästra Kina. Den ligger i Dianjiang härad i storstadsområdet Chongqing,  omkring 120 kilometer nordost om det centrala stadsdistriktet Yuzhong. Antalet invånare är 6228. Befolkningen består av 3 098 kvinnor och 3 130 män. Barn under 15 år utgör 23,0 %, vuxna 15-64 år 59 %, och äldre över 65 år 17,0 %.